# Magelsen
Magelsen ist ein Ortsteil der Gemeinde Hilgermissen in der Samtgemeinde Grafschaft Hoya im Landkreis Nienburg/Weser in Niedersachsen.
Die Weser fließt östlich in 2 km Entfernung. Südöstlich von Magelsen mündet die Hoyaer Emte in die Weser.
Die von Bremen über Nienburg/Weser nach Hannover führende B 6 verläuft südwestlich 15 km entfernt, während die von Verden (Aller) über Nienburg nach Minden verlaufende B 215 östlich – auf der anderen Seite der Weser – in 4 km Entfernung verläuft.
In Magelsen gibt es keine Straßenbezeichnungen, sondern nur Hausnummern, nach denen sich Einwohner, Postboten, Lieferanten und Besucher orientieren müssen.
Seit dem 1. März 1974 gehört die bis dahin selbständige Gemeinde zu Hilgermissen.

## Sehenswürdigkeiten

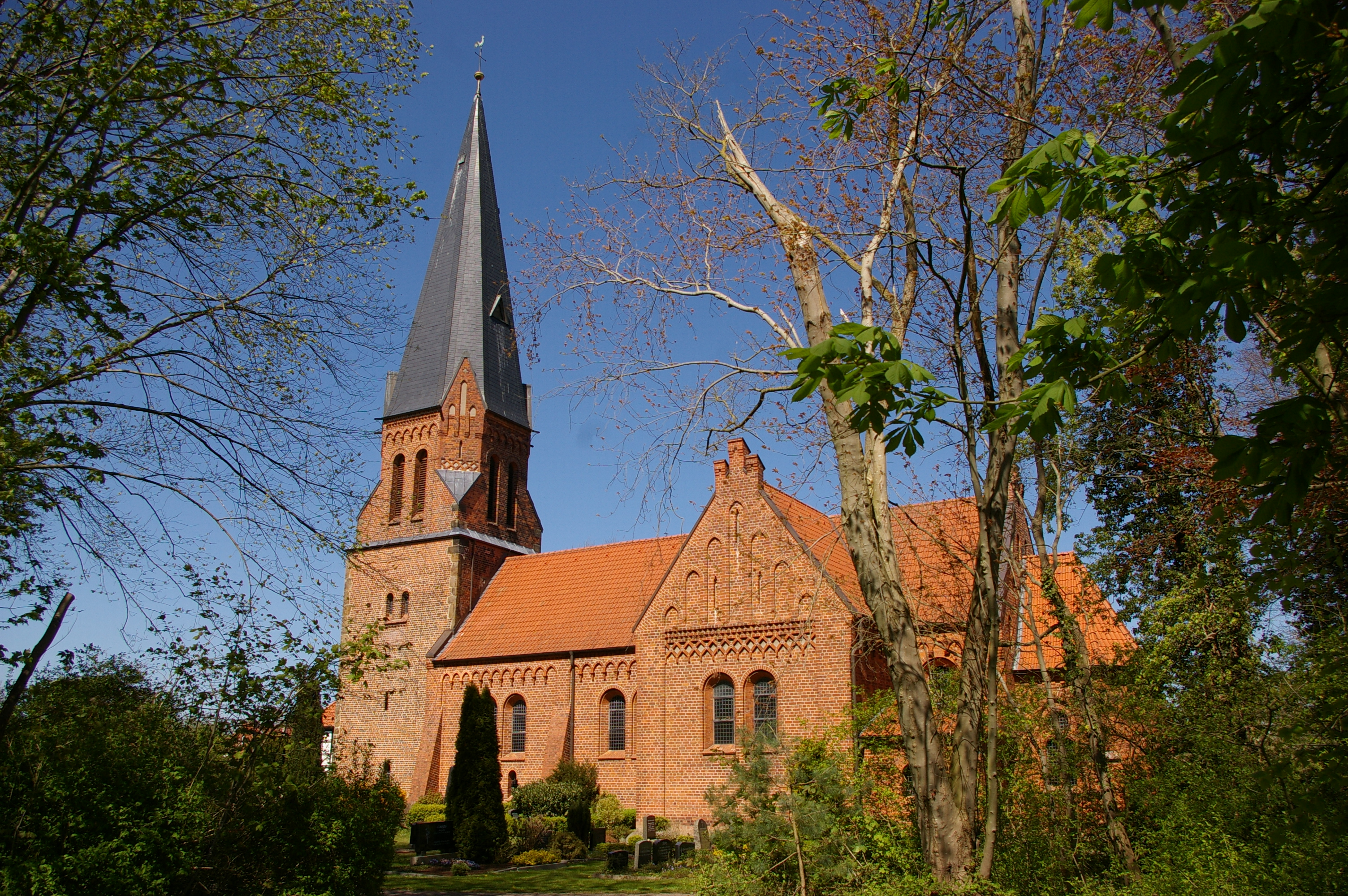
Kirche Magelsen

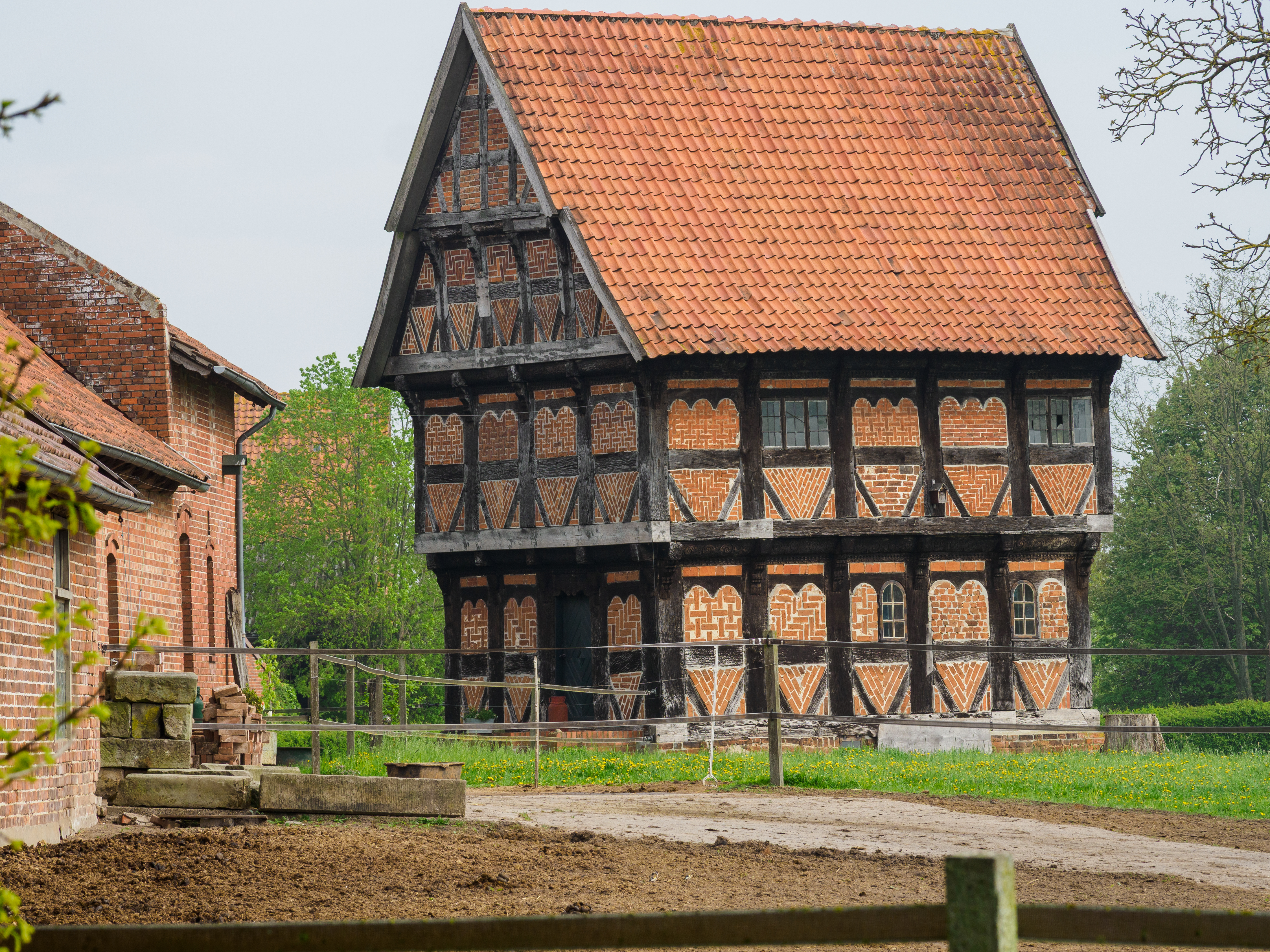
Fachwerkspeicher Dahlhausen 51 (Magelsen 51)

### Baudenkmale
In der Liste der Baudenkmale in Hilgermissen sind für Magelsen 16 Baudenkmale aufgeführt, darunter
- Neuromanische ev. Kirche Magelsen von 1892[2]
- Hofanlage Magelsen 36 aus dem 18. und 19. Jahrhundert
- Homogene Hofanlage Magelsen 51 vom späten 19. Jahrhundert mit alten neben dem Hof stehenden zweigeschossigen Speicher von 1621 in Fachwerk
- Hofanlage Magelsen 54, auch Ferienunterkunft mit Weserblick am Weser-Radweg
- Wohn- und Wirtschaftsgebäude Magelsen 41 von 1794 als Vierständer-Hallenhaus in Fachwerk

### Sonstiges
- Alveser See, westlich 1 km vom Ortskern mit Campingplatz am See.

## Vereine
- TSV Wechold-Magelsen[3]
- Schützenverein Magelsen
- SFV Magelsen-Eitzendorf
- De ole Schüün
- Interessengemeinschaft Alte Schule
- Natur erhalten – Magelsen

## Persönlichkeiten

### Söhne und Töchter der Gemeinde
- Bernd Ohm (* 1965), Autor (Romane und Drehbücher)